# Mesene juanae
Mesene juanae är en fjärilsart som beskrevs av Jose Francisco Zikán 1952. Mesene juanae ingår i släktet Mesene och familjen Riodinidae. Inga underarter finns listade i Catalogue of Life.